# Vincent Regan
Vincent Regan (Swansea, 16 maggio 1965) è un attore gallese, noto sia per ruoli televisivi che in colossal storico-mitologici come 300, Troy e Scontro tra titani.

## Biografia
Vincent Regan è nato a Swansea, Glamorgan, in Galles da una coppia di immigrati irlandesi. Da giovane ha vissuto brevemente in Irlanda, per poi far ritorno in Gran Bretagna e frequentare la Nicholas Breakspear School a St Albans, nell'Hertfordshire, e successivamente il College di St Joseph, a Ipswich nel Suffolk prima di studiare recitazione all'Academy of Live and Recorded Arts di Londra.
Nel 1992 Regan ha debuttato sugli schermi televisivi britannici nella quinta stagione di London's Burning. In seguito appare al fianco di Sir David Jason in Jack Frost, mentre nel 1999 ha ricevuto una nomination per il ruolo da coprotagonista nella miniserie Eureka Street, nel 2004 ha vestito i panni di Eudoro in Troy, nel 2005 quelli di Marco Antonio in Empire, l'anno seguente ha interpretato il Capitano Artemis in 300 e, nel 2010, re Cefeo in Scontro tra titani.
Nel 2012 Regan fonda, assieme a Judi Dench, l'East Riding Theatre a Beverley nell'East Riding of Yorkshire e, nel corso della sua carriera, ha ricoperto oltre 15 ruoli teatrali, tra i quali Achille in Troilo e Cressida all'Edinburgh International Festival.
Dopo essere apparso in Outside Bet, Lockout  e The Street, ha interpretato il Vittorio Amedeo I Duca di Savoia in The Musketeers e, nel 2014, ha esordito come sceneggiatore e regista nel cortometraggio Instruments of Darkness, revisitavione del Macbeth con Sean Bean, Charles Dance, Rupert Grint e James D'Arcy. Nello stesso anno è apparso in un ruolo ricorrente nel corso della seconda stagione di Atlantis mentre, dal 2015 al 2018 ha interpretato Re Simon in The Royals.
A marzo 2022 viene annunciato il suo ingresso nel cast della serie Netflix One Piece nel ruolo di Monkey D. Garp.

## Vita privata
Dalla sua relazione con Alexandra Pell, Regan ha avuto una figlia, Chloe (nata nel 1991). Nel 2001 ha sposato l'attrice Amelia Curtis, dalla quale ha avuto due figli: Esme (nata nel 2007) e Maximilian (nato nel 2012).

## Filmografia

### Cinema
- Black Beauty, regia di Caroline Thompson (1994)
- Hard Men, regia di J. K. Amalou (1996)
- Giovanna d'Arco (The Messenger: The Story of Joan of Arc), regia di Luc Besson (1999)
- Un perfetto criminale (Ordinary Decent Criminal), regia di Thaddeus O'Sullivan (2000)
- Black Knight, regia di Gil Junger (2001)
- Troy, regia di Wolfgang Petersen (2004)
- Danny the Dog (Unleashed), regia di Louis Leterrier (2005)
- 300, regia di Zack Snyder (2007)
- Bathory, regia di Juraj Jakubisko (2008)
- Eva, regia di Adrian Popovici (2010)
- Scontro tra titani, regia di Louis Leterrier (2010)
- The Big I Am, regia di Nic Auerbach (2010)
- Bonded by Blood, regia di Sacha Bennett (2010)
- The Holding, regia di Susan Jacobson (2011)
- Ghost Rider - Spirito di vendetta (Ghost Rider: Spirit of Vengeance), regia di Mark Neveldine e Brian Taylor (2012)
- Lockout, regia di James Mather e Stephen St. Leger (2012)
- Biancaneve e il cacciatore (Snow White and the Huntsman), regia di Rupert Sanders (2012)
- St George's Day, regia di Frank Harper (2012)
- Vendetta, regia di Stephen Reynolds (2013)
- Dementamania, regia di Kit Ryan (2013)
- Top Dog, regia di Martin Kemp (2014)
- City of Tiny Lights, regia di Pete Travis (2016)
- Eat Local - A cena coi vampiri (Eat Local), regia di Jason Flemyng (2017)
- Normandie nue, regia di Philippe Le Guay (2018)
- Dark Encounter, regia di Carl Strathie (2019)
- Luther: Verso l'inferno (Luther: The Fallen Sun), regia di Jamie Payne (2023)
- Aquaman e il regno perduto (Aquaman and the Lost Kingdom), regia di James Wan (2023)

### Televisione
- London's Burning — serie TV, 5 episodi (1992)
- Between the Lines — serie TV, episodio 1x01 (1992)
- Ruth Rendell Mysteries (The Ruth Rendell Mysteries) — serie TV, episodio 6x07 (1992)
- Boon — serie TV, episodio 7x12 (1992)
- Jack Frost (A Touch of Frost) — serie TV, episodio 1x03 (1992)
- Metropolitan Police (The Bill) — serie TV, 2 episodi (1993-1995)
- Peak Practice — serie TV, episodio 2x05 (1994)
- Chandler & Co — serie TV, episodio 1x06 (1994)
- Blue Heaven — serie TV, episodio 1x04 (1994)
- 99-1 — serie TV, episodio 2x08 (1995)
- Moving Story — serie TV, episodio 2x07 (1995)
- Call Red — serie TV, episodio 1x05 (1996)
- Invasion: Earth — miniserie TV, 6 puntate (1998)
- Geremia il profeta (Jeremiah), regia di Harry Winer – film TV (1998)
- Eureka Street — miniserie TV, 4 puntate (1999)
- Rebel Heart — miniserie TV, 4 puntate (2001)
- Rescue Me — serie TV, 6 episodi (2002)
- Messiah 2: Vengeance Is Mine, regia di Boris Starling – film TV (2002)
- Killing Hitler, regia di Jeremy Lovering – film TV (2003)
- Murphy's Law — serie TV, episodio 1x01 (2003)
- M.I.T.: Murder Investigation Team — serie TV, episodio 2x04 (2005)
- Hustle - I signori della truffa (Hustle) — serie TV, episodio 2x06 (2005)
- Empire – miniserie TV, 5 puntate (2005)
- ShakespeaRe-Told – serie TV, episodio 1x02 (2005)
- Low Winter Sun – miniserie TV, 2 puntate (2006)
- Cuore d'Africa (Wild at Heart) — serie TV, 2 episodi (2006-2007)
- Lewis — serie TV, episodio 1x03 (2007)
- Miss Marple (Agatha Christie's Marple) — serie TV, episodio 3x01 (2007)
- The Street — serie TV, 4 episodi (2007)
- Trial & Retribution — serie TV, episodio 12x02 (2009)
- The Prisoner — serie TV, 2 episodi (2009)
- Il commissario Wallander (Wallander) — serie TV, episodio 2x02 (2010)
- Amanti (Mistresses) — serie TV, 4 episodi (2010)
- Spooks — serie TV, episodio 9x08 (2010)
- The Nativity — miniserie TV, 3 puntate (2010)
- Camelot — serie TV, episodio 1x04 (2011)
- L'ispettore Gently (Inspector George Gently) — serie TV, episodio 4x01 (2011)
- Scott & Bailey – serie TV, 5 episodi (2011-2012)
- Testimoni silenziosi (Silent Witness) – serie TV, 2 episodi (2012)
- Hit & Miss – serie TV, 5 episodi (2012)
- Strike Back – serie TV, 10 episodi (2012)
- Poirot (Agatha Christie's Poirot) – serie TV, episodio 13x01 (2013)
- New Tricks - Nuove tracce per vecchie volpi (New Tricks) – serie TV, 2 episodi (2013)
- Starlings – serie TV, 2 episodi (2013)
- L'ispettore Barnaby (Midsomer Murders) – serie TV, episodio 16x02 (2014)
- The Musketeers – serie TV, episodio 1x04 (2014)
- Silk – serie TV, 2 episodi (2014)
- From There to Here — miniserie TV, 3 puntate (2014)
- Atlantis – serie TV, 5 episodi (2014)
- A.D. - La Bibbia continua (A.D. The Bible Continues) – miniserie TV, 12 puntate (2015)
- Undercover – miniserie TV, 6 puntate (2016)
- Le avventure di Hooten & the Lady (Hooten & the Lady) – miniserie TV, puntata 1x07 (2016)
- The White Princess – miniserie TV, 5 puntate (2017)
- The Royals – serie TV, 14 episodi (2015-2018)
- Snatch – serie TV, 6 episodi (2017-2018)
- Vera – serie TV, episodio 8x03 (2018)
- Delicious – serie TV, 4 episodi (2018)
- Victoria – serie TV, 2 episodi (2019)
- Poldark – serie TV, 6 episodi (2019)
- Traces – miniserie TV, 6 puntate (2019-2022)
- Flesh and Blood – serie TV, 4 episodi (2020)
- Before We Die – serie TV, 11 episodi (2021-2023)
- The Bay – serie TV, 6 episodi (2022)
- Agatha Raisin – serie TV, episodio 4x04 (2022)
- One Piece – serie TV, 8 episodi (2023-presente)
- House of the Dragon – serie TV, 6 episodi (2024)
- Shetland – serie TV, 6 episodi (2024)

## Doppiatori italiani
Nelle versioni in italiano delle opere in cui ha recitato, Vincent Regan è stato doppiato da:
- Stefano Benassi in Biancaneve e il cacciatore, A.D. - La Bibbia continua, The Royals
- Francesco Pannofino in Geremia il profeta, Danny the Dog
- Simone Mori in Giovanna d'Arco, Un perfetto criminale
- Roberto Pedicini in Black Knight, Scott & Bailey
- Paolo Marchese in Lockout, The White Princess
- Dario Oppido in Eat Local - A cena coi vampiri, One Piece
- Claudio Moneta in Call Red
- Enzo Avolio in Troy
- Paolo Triestino in 300
- Angelo Maggi in Scontro tra titani
- Stefano De Sando in Strike Back
- Fabrizio Temperini in Camelot
- Marco Rasori in Victoria
- Roberto Stocchi in Luther: Verso l'inferno
- Marco Mete in Aquaman e il regno perduto
- Roberto Fidecaro in House of the Dragon